# برخیز و اول تو بکش
برخیز و اول تو بکش: تاریخ مخفی ترورهای هدفمند اسرائیل کتابی است که در سال ۲۰۱۸ میلادی به قلم رونن برگمن نوشته شده‌است. این کتاب تاریخچه ترورهای مخفی موساد است.نویسنده کتاب می‌گوید که از زمان جنگ جهانی دوم، اسرائیل بیش از هر کشور غربی مردم را ترور کرده‌است. کتاب نمونه‌هایی از ترور مقامات انگلیسی و سوری، رهبران حماس، حزب‌الله لبنان، سازمان آزادی‌بخش فلسطین و دانشمندان هسته‌ای ایران را به تصویر می‌کشد.برای نوشتن کتاب، برگمن حدود یک هزار مصاحبه با چهره‌های سیاسی و مأموران مخفی انجام داده و از هزاران سند نیز استفاده کرده‌است.

## موضوع کتاب
نویسنده که خبرنگار روزنامه «یدیعوت آحارانوت» و از نویسندگان ارشد سابق بخش نظامی روزنامه «هاآرتص» است، از طریق مصاحبه با افراد مطلع و بررسی اسناد تلاش کرده‌است تا تاریخچه‌ای از عملیات ترور مخفیانه اسرائیل را ارائه دهد.
در این راستا نویسنده قبل از نگارش کتاب، با برخی از عوامل اطلاعاتی موساد و شین بت (دو سازمان جاسوسی خارجی و داخلی اسرائیل) مصاحبه‌هایی داشته‌است.
عنوان کتاب برگرفته از باورهای تلمود یهودی باستانی است که در آن اینچنین آمده: «اگر کسی برای کشتن شما آمده، برخیز و اول تو او را بکش»
کتاب بر پایه هزار مصاحبه و هزاران سند داستان بسیاری از چهره‌های سیاسی و اطلاعاتی اسرائیل مانند عوامل موساد، شین بت و ارتش اسرائیل است که برخی از آنها با هویت واقعی خود صحبت کرده‌اند. ایهود باراک و ایهود اولمرت، نخست وزیران سابق اسرائیل، و مئیر داگان، رئیس اسبق موساد از جمله مصاحبه‌شوندگان هستند.
کتاب با تأسیس سازمان «بار گیورا» در سال ۱۹۰۷ توسط اسحاق بن زوی آغاز می‌شود. این سازمان بعدها به هاشومیر، سپس به هگانا و در نهایت به هسته نیروهای دفاعی اسرائیل (IDF) تغییر می‌یابد.به گفته برگمن، سازمان‌های مخفی اسرائیل ترورهای هدفمند علیه «مخالفان عرب را در دوره‌های قبل و بعد از تشکیل دولتش انجام داده‌است.» با انجام حداقل ۲۷۰۰ عملیات ترور طی هفتاد سال پس از تشکیل اسرائیل، آن‌ها از زمان جنگ جهانی دوم تا کنون، بیش از هر کشور غربی مردم را ترور کرده‌اند.
«خمیر دندان مسموم که یک ماه طول می‌کشد تا به زندگی هدف خود پایان دهد، پهپاد مسلح، انفجار تلفن‌های همراه، لاستیک‌های زاپاس با بمب‌های کنترل از راه دور، ترور دانشمندان دشمن و کشف معشوقه‌های پنهان روحانیون مسلمان»، از جمله روش‌های توصیف شده در کتاب است که توسط اسرائیل برای انجام ترورها مورد استفاده قرار گرفته‌است.
برگمن در این کتاب درباره ترور مقامات انگلیسی، رهبران حماس، حزب‌الله لبنان، سازمان آزادی‌بخش فلسطین و دانشمندان هسته‌ای ایران سخن می گوید. به گفته نویسنده، برخی از ترورشدگان عبارتند از: یاسر عرفات رهبر سازمان آزادی بخش فلسطین؛ علی حسن سلامه رهبر سپتامبر سیاه؛ خلیل الوزیر معروف به ابو جهاد معاون عرفات و یکی از بنیانگذاران جنبش فتح؛ یحیی عیاش معروف به «مهندس» و احمد بوشقیری پیشخدمت مراکشی. برگمن با اشاره به ماجرای کشته شدن یاسر عرفات تأکید می‌کند که دستگاه ممیزی رژیم اسرائیل مانع از نقل حقیقت‌های ترور عرفات در این کتاب شده‌است.
او در این کتاب با توصیف مناخم بگین، اسحاق شامیر، آریل شارون و نیز ایهود باراک با عنوان «آتش افروز» این افراد را که هر یک بعداً رهبری حکومت اسرائیل را به دست گرفتند، آدم‌کش می‌نامد.
برگمن جزئیات عملیات های انجام شده در ایران، مصر، سوریه و آلمان را شرح می دهد.بر اساس این کتاب، آریل شارون به اشتباه دستور شلیک موساد به یک هواپیمای حامل ۳۰ کودک زخمی فلسطینی را که از بازماندگان کشتار صبرا و شتیلا بودند، صادر کرده بود. برگمن می گوید که عملیات «در آخرین لحظه» پس از آنکه گزارش شد یاسر عرفات در هواپیما نبوده است، لغو شد. او [شارون] «حتی» حاضر بود یک هواپیمای تجاری را اگر حامل عرفات باشد، ساقط کند.

## ترور دانشمندان هسته ای ایران
نویسنده در بخشی از کتاب به شیوه‌های مختلف ترور دانشمندان هسته ای ایران پرداخته‌است. افسران موساد در گفتگو با برگمن مدعی شدند با مسموم کردن خمیر دندان یکی از دانشمندان هسته‌ای ایران را کشتند. همچنین یکی از این افسران ادعا کرده که دست‌کم ۱۲ دانشمند هسته‌ای ایران با شیوه‌های متفاوت کشته شده‌اند. به طوری‌که در یکی از این عملیات‌ها، یک دانشمند هسته‌ای ایران با کار گذاشتن مواد منفجره در چرخ یدکش کشته شد. دستگاه اطلاعاتی اسرائیل یکی دیگر از دانشمندان هسته‌ای ایران را با پرتاب بمبی از یک پهپاد دست‌ساز کشت.

## دیدگاه‌ها در مورد کتاب
کنت پولاک (Kenneth M. Pollack) تحلیل‌گر سابق سیا، معتقد است: این کتاب «هوشمند، متفکر و متعادل است و ترجمه انگلیسی آن فوق العاده است»، در حالی که «پاسخی به مشکل تروریسم» نمی‌دهد و برای آن پایانی ارائه نمی‌دهد. پولاک تأکید می‌کند که این کتاب ترور هدفمند را به مثابه دارویی اعتیاد آور نمایش می‌دهد که تنها به درمان بدترین علامت بیماری می پردازد و خود بیماری را درمان نمی‌کند.
اتان برونر (Ethan Bronner) سردبیر ارشد بلومبرگ این کتاب را نخستین سیمای جامع از کاربرد تروریسم دولتی اسرائیل می‌داند. چارلز گلاس (Charles Glass) نویسنده، روزنامه‌نگار، و ناشر متخصص در امور خاورمیانه این کتاب را یک «کتاب پژوهشی بسیار دقیق» توصیف می‌کند.

## تحقیقات
طبق گفته های برگمن، سرویس های مخفی اسرائیل تلاش کردند در کار او اگر مداخله ایجاد کنند و در سال ۲۰۱۰ جلسه ای را برای ایجاد اختلال در تحقیقات او برگزار کردند و به کارمندان سابق موساد هشدار دادند که با وی مصاحبه انجام ندهند.